# Live in Ukraine
Live in Ukraine is een livealbum van Queen en Paul Rodgers. Het album werd opgenomen op 12 september 2008, tijdens de Rock the Cosmos Tour ter promotie van hun studioalbum The Cosmos Rocks.
Het concert vond plaats op het Vrijheidsplein van Charkov (Oekraïne). Er kwamen 350.000 Oekraïners op af. Tien miljoen mensen zouden de show live op televisie hebben gezien. De dvd werd uitgegeven op 15 juni 2009.

## Tracklist

### Disk 1
1. "One Vision" (Queen) - 4:03
2. "Tie Your Mother Down" (May) - 2:29
3. "The Show Must Go On" (Queen) - 4:37
4. "Fat Bottomed Girls" (May) - 5:00
5. "Another One Bites the Dust" (Deacon) - 3:35
6. "Hammer to Fall" (May) - 3:42
7. "I Want It All" (Queen) - 4:10
8. "I Want to Break Free" (Deacon) - 3:55
9. "Seagull" (Rodgers, Ralphs) - 4:50
10. "Love of My Life" (Mercury) - 5:45 (gezongen door May)
11. "'39" (May) - 4:37 (gezongen door May)
12. "Drum Solo" (Taylor) - 5:00
13. "I'm in Love with My Car" (Taylor) - 3:42 (gezongen door Taylor)
14. "Say It's Not True" (Taylor) - 4:31 (gezongen door May, Taylor en Rodgers)

### Disk 2
1. "Shooting Star" (Rodgers) - 6:21
2. "Bad Company" (Rodgers) - 5:36
3. "Guitar Solo" (May) - 3:58
4. "Bijou" (Queen) - 2:07 (gezongen door Mercury, via tape)
5. "Last Horizon" (May) - 4:32
6. "Crazy Little Thing Called Love" (Mercury) - 4:04
7. "C-lebrity" (Taylor) - 3:52
8. "Feel Like Makin' Love" (Rodgers, Ralphs) - 6:45
9. "Bohemian Rhapsody" (Mercury) - 5:53 (gezongen door Mercury vanuit oude beelden, later overgenomen door Rodgers)
10. "Cosmos Rockin'" (Taylor) - 4:28
11. "All Right Now" (Rodgers, Fraser) - 5:31
12. "We Will Rock You" (May) - 2:19
13. "We Are the Champions" (Mercury) - 2:59
14. "God Save the Queen" - 2:05

### Bonustracks
De bonustracks staan niet op de dvd maar waren te downloaden.
1. "A Kind of Magic" (Taylor) - 5:43 - amazon.com
2. "Radio Ga Ga" (Taylor) - 6:15 - iTunes
3. "Wishing Well" (Rodgers)

## Muzikanten
- Paul Rodgers: zang, gitaar, piano.
- Brian May: zang, gitaar, arrangementen.
- Roger Taylor: zang, drums, percussie.
- Spike Edney: achtergrondzang, keyboards, percussie.
- Jamie Moses: achtergrondzang, gitaar.
- Danny Miranda: achtergrondzang, basgitaar, akoestische gitaar.

## Hitnotering
| "Live in Ukraine" in de Nederlandse Album Top 100 - binnen: 20-06-2009 | "Live in Ukraine" in de Nederlandse Album Top 100 - binnen: 20-06-2009 | "Live in Ukraine" in de Nederlandse Album Top 100 - binnen: 20-06-2009 | "Live in Ukraine" in de Nederlandse Album Top 100 - binnen: 20-06-2009 |
| Week                                                                   | 01                                                                     | 02                                                                     |                                                                        |
| ---------------------------------------------------------------------- | ---------------------------------------------------------------------- | ---------------------------------------------------------------------- | ---------------------------------------------------------------------- |
| Nummer                                                                 | 62                                                                     | 49                                                                     | uit                                                                    |